# Bracht (Brüggen)
Bracht ist ein Ortsteil der Gemeinde Brüggen im Kreis Viersen mit circa 7.000 Einwohnern (Stand 8. September 2022). Es liegt ungefähr vier Kilometer von der Innenstadt entfernt. Bracht wird oft auch als „Dohlendorf“ bezeichnet.
Zum Ort gehören die Honnschaften Alst (Jralst), Angenthoer, Boerholz (Boeren), Heidhausen (Hedes), Hülst, Stevensend und Stieg.

## Geschichte
Schriftlich erstmals auf der Rückseite einer Urkunde von 1116 als „BRATH“ erwähnt, wurde Bracht schon in der Keltenzeit besiedelt. Unter den Karolingern war die Region als Mühlgau bekannt. Bracht wurde daher auch als „Mühlbracht“ bezeichnet. Vor 1136 besaß Frederik von Wevelinghoven in Bracht in Form einer Turmhügelburg einen Nebensitz zu seiner Burg Grubbenvorst in Hoorst aan de Maas.   1317 waren Bracht und die Honschaften Alst, Angenthoer, Boerholz, Heide, Heidhausen, Stevensend und Haus Schleveringhoven Teil des Amtes Brüggen, dem nördlichsten Amt im Herzogtum Jülich-Berg. 1798 wurde von der französischen Verwaltung der neue Kanton Bracht geschaffen. 1801 kam das gesamte Gebiet als Roerdepartement an Frankreich.
Bracht war während der Zugehörigkeit des linken Rheinufers zu Frankreich Kantonsitz und bildete eine Mairie nach französischem Vorbild. Zum Kanton Bracht gehörten außerdem noch die Mairien Amern St. Anton, Amern St. Georg, Boisheim, Breyell, Brüggen, Burgwaldniel, Dülken, Kaldenkirchen, Kirspelwaldniel und Tegelen.
1815 wurde das Rheinland preußisch. Aus der französischen Mairie Bracht wurde die preußische Bürgermeisterei Bracht, die wie fast alle Mairien des Kantons Bracht dem neugeschaffenen Kreis Kempen zugeordnet wurde. Die Bürgermeisterei Tegelen fiel an die Niederlande. Am 9. Juni 1830 stürzte der baufällige Kirchturm der Brachter Kirche ein.
Am 21. März 1879 verfügte die Regierung, die vakante Bürgermeisterei Bracht und diejenige von Brüggen in Personalunion zu verbinden. Mitte des Jahres 1919 wurde diese aufgehoben.
Im Herbst 1944 wurde die Maas-Rur-Stellung ausgebaut; diese Linie verlängerte den Westwall, dessen nördliches Ende bei Heinsberg lag. Nach dem Ende der Operation Blackcock (Januar 1945) und nach dem Beginn der Operation Grenade räumte die Wehrmacht das Maas-Rur-Dreieck zwischen Venlo, Roermond und Wassenberg am 27./28. Februar kampflos, um einer Einschließung zu entgehen.
Am 1. März 1945 stieß eine Kampfgruppe der US Army (im Rücken der Maas-Rur-Stellung) über Niederkrüchten – Brüggen – Bracht – Kaldenkirchen nach Venlo vor.
Zum 1. Januar 1970 wurde Bracht in die Nachbargemeinde Brüggen eingegliedert.
Die Unterlagen des Brachter Gemeindearchivs befinden sich im Kreisarchiv des Kreises Viersen.
In die Schlagzeilen geriet der Ortsteil 2016, als das alternativmedizinische „Biologische Krebszentrum“ nach einer Reihe von Todesfällen geschlossen wurde.

## Wappen
Das alte Wappen Mühlbrachts zeigte die Patronin der Brachter Pfarrkirche St. Mariae Himmelfahrt in rot-grüner Kleidung auf der linken Seite und den gelben Löwen Gelderns mit einem Lehensstander mit dem schwarzen Löwen Jülichs. Dieses alte Wappen war bereits im 12. Jh. das Siegel eines Schöffengerichts und galt als eines der schönsten in Deutschland.

## Veranstaltungen
Im Laufe des Jahres werden in Bracht verschiedene Feste wie das ökumenische Pfarrfest, Dohlenfest und ein Schützenfest. Außerdem gab es bis 2010 einen Nikolausmarkt im Ortskern, der ab dem Folgejahr durch die Brachter Mühlenweihnacht am 2. Adventswochenende abgelöst wurde. Am Karnevalssamstag gibt es einen Karnevalsumzug, der der erste Umzug in der Region ist. Die KKG Brachter Wasserratten veranstaltet Büttenabende und eine Kindersitzung. 

## Infrastruktur

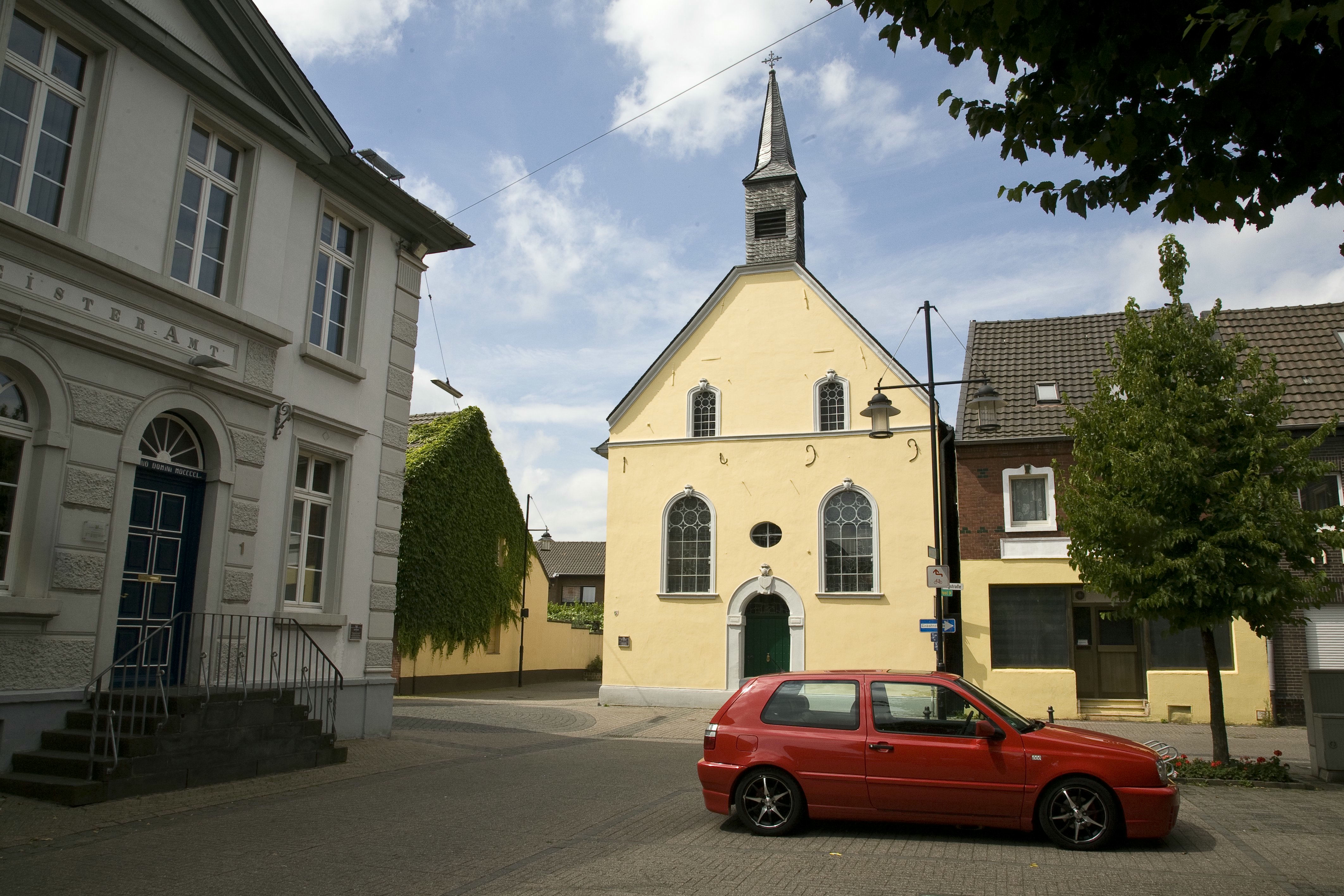
Altes Bürgermeisteramt, Marktstraße 1 und Evangelische Pfarrkirche, Königstrasse

In Bracht gibt es neben vier Kindergärten auch zwei Schulen: für die 5. bis 8. Jahrgangsstufe der Standort Bracht der Gesamtschule Brüggen sowie die Katholische Grundschule. Weitere religiöse Einrichtungen im Ort sind die Katholische Pfarrgemeinde St. Mariä Himmelfahrt, die Evangelische Kirchengemeinde Bracht-Breyell sowie der baptistische Bund Evangelisch-Freikirchlicher Gemeinden. Zu den evangelischen und katholischen Gemeinden gehört seit 2019 ein neu erbautes Pfarrheim auf dem Bischof-Dingelstad-Platz, das ökumenisch genutzt wird.

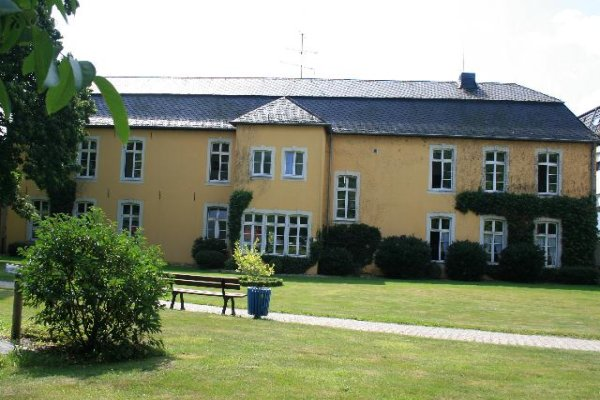
Seniorenheim Haus Franziskus

Es gibt einen Bürgersaal und mehrere Senioren-Treffs. Für ältere Menschen gibt es zudem das Seniorenheim Haus Franziskus, das im ehemaligen Kastell Haus Schleveringhoven untergebracht ist. Zudem bietet der Brüggener Tafel e. V. für bedürftige Menschen eine Tafel an.
Es gibt eine Einfachturnhalle, eine Doppelturnhalle und eine Außensportanlage mit Kunstrasenplatz, auf dem die Turn- und Sportfreunde (TSF) Bracht spielen.

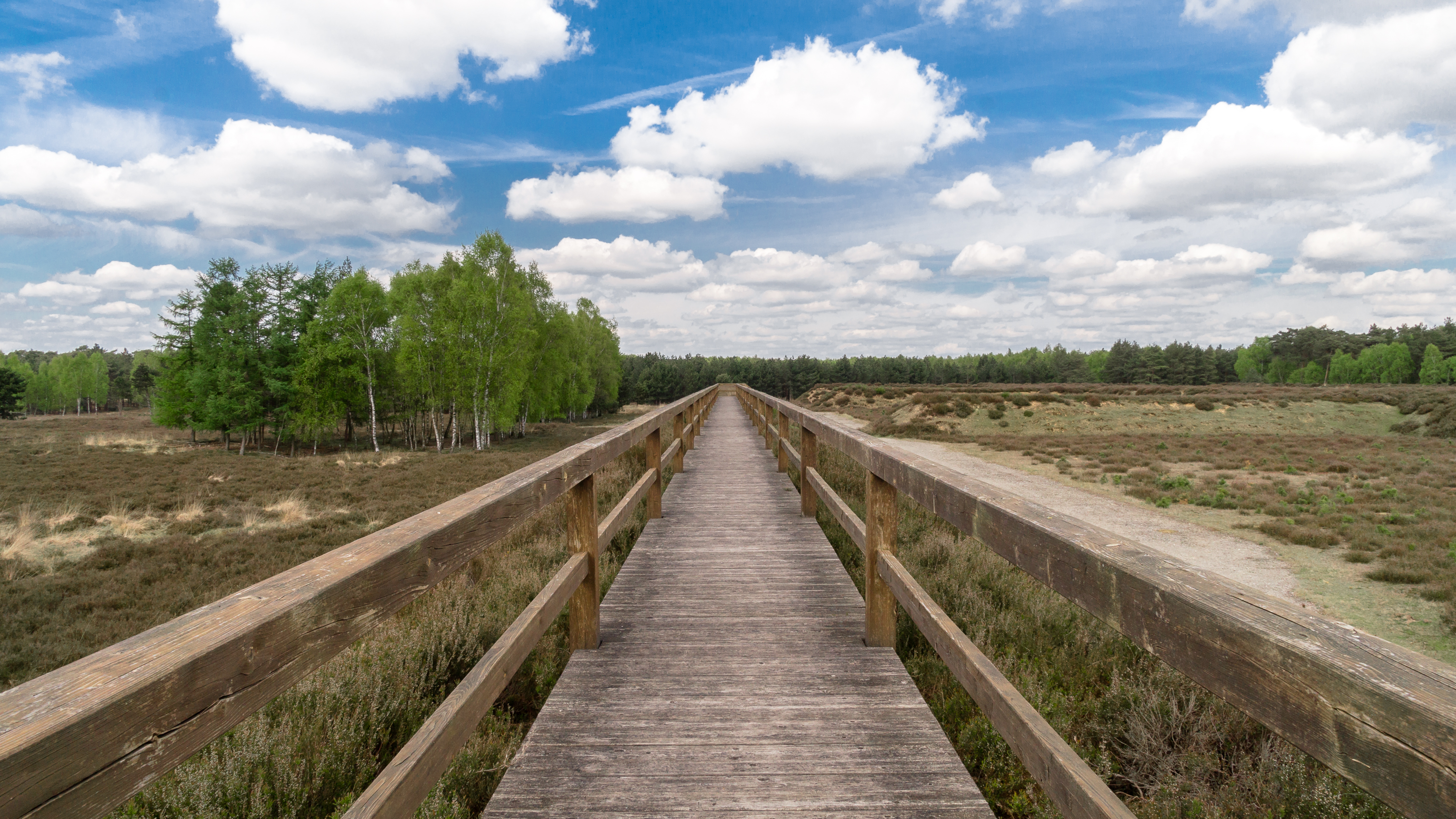
Steelenweg im Brachter Wald

Angrenzend an Bracht liegt der Brachter Wald, ein 1328,17 ha großes Naturschutzgebiet, auf dem sich bis 1996 das Munitionsdepot Brüggen-Bracht befand, bevor 1998 große Teile durch die Nordrhein-Westfalen-Stiftung Naturschutz, Heimat- und Kulturpflege erworben und mit Rad- und Wanderwegen ausgestattet wurden.
Prägend für die Ortsstruktur sowie die Anbindung an das Eisenbahnnetz 1911 war der Brachter Ziegelhersteller Gebr. Laumans Ziegelwerke. Der Standort wurde hinsichtlich des Vorkommens des bekannten „Tegelen-Ton“ im Brachter Wald zur Dachziegel-Produktion bis heute erhalten. Die Dachziegel- und Tonindustrie machte aus dem Dorf „Bracht“ eine der reichsten Gemeinden der Region.

## Vereine

### Sportvereine
Turn- und Sportfreunde 1901/20 Bracht e. V. (TSF Bracht) mit den Abteilungen Fußball, Turnen, Leichtathletik, Badminton, Volleyball, Tischtennis, Basketball, Fit und mobil für Männer ü50 (FIMO50+) und Koronarsport. Seit Mitte 2013 auch Handball.

### Theatervereine
Theaterverein „Einigkeit“ Alst 1929: Jährliche Theateraufführungen im wohl letzten Kneipentheater Deutschlands bis einschließlich der Spielzeit 2016. Danach wurde die Gaststätte geschlossen. Neuer Aufführungsort ist seit Frühjahr 2017 der Brachter Bürgersaal.

### Karnevalsverein
KKG Brachter Wasserratten e. V. 1976: Die Kinderkarnevalsgesellschaft Brachter Wasserratten besteht aus Komitee, Elferrat, Tanzgarden und Ehrengarde (Reihenfolge nach Gründungsjahr) und organisiert neben dem Nelkensamstagszug diverse weitere karnevalistische Veranstaltungen.

## Sehenswürdigkeiten
Bracht hat verschiedene Sehenswürdigkeiten wie die Brachter Mühle, die seit dem Jahr 2023 wieder über Haube mit Flügel verfügt und als Heimatmuseum diverse Veranstaltungen beherbergt, die Evangelische Kirche von 1699, die Katholische Pfarrkirche St. Mariä-Himmelfahrt (gotischer Kirchenbau aus dem Jahre 1484), das Brachter Rathaus, das Haus Schlevringhoven und einen Historischen Rundweg (Beschilderung an den einzelnen Bauwerken). Ein Jüdischer Friedhof befindet sich an der Stiegstraße, im Gebiet Christenfeld.

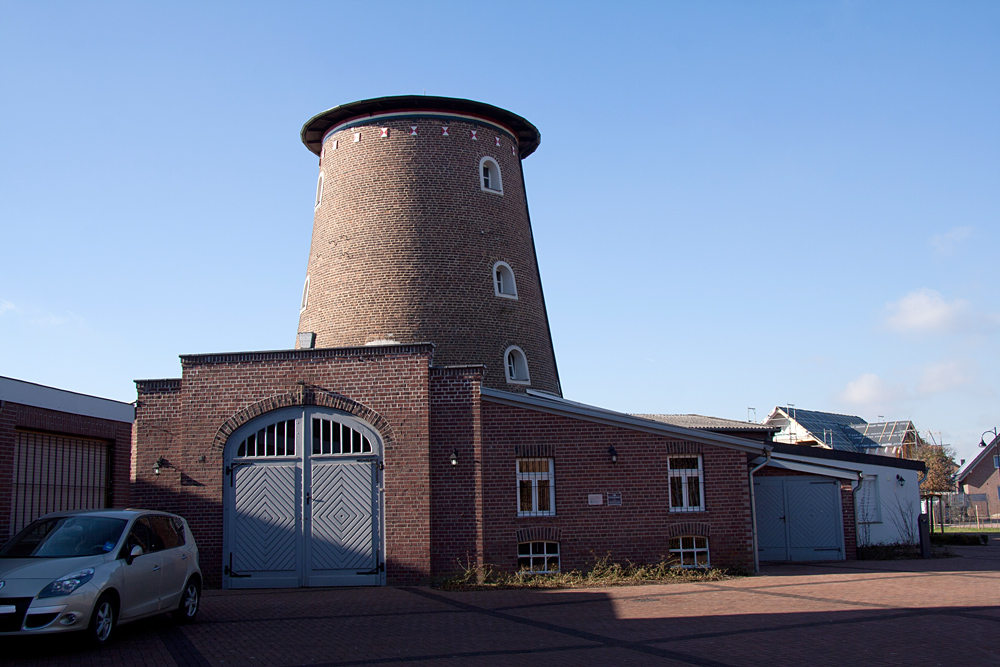
Brachter Mühle
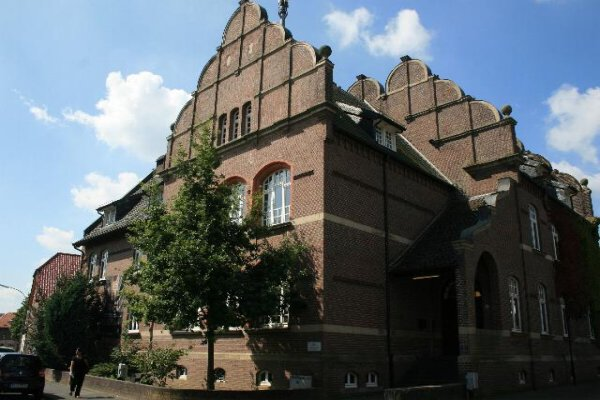
Ehemalige Schule, 1920, Altkevelaer Straße 12–14
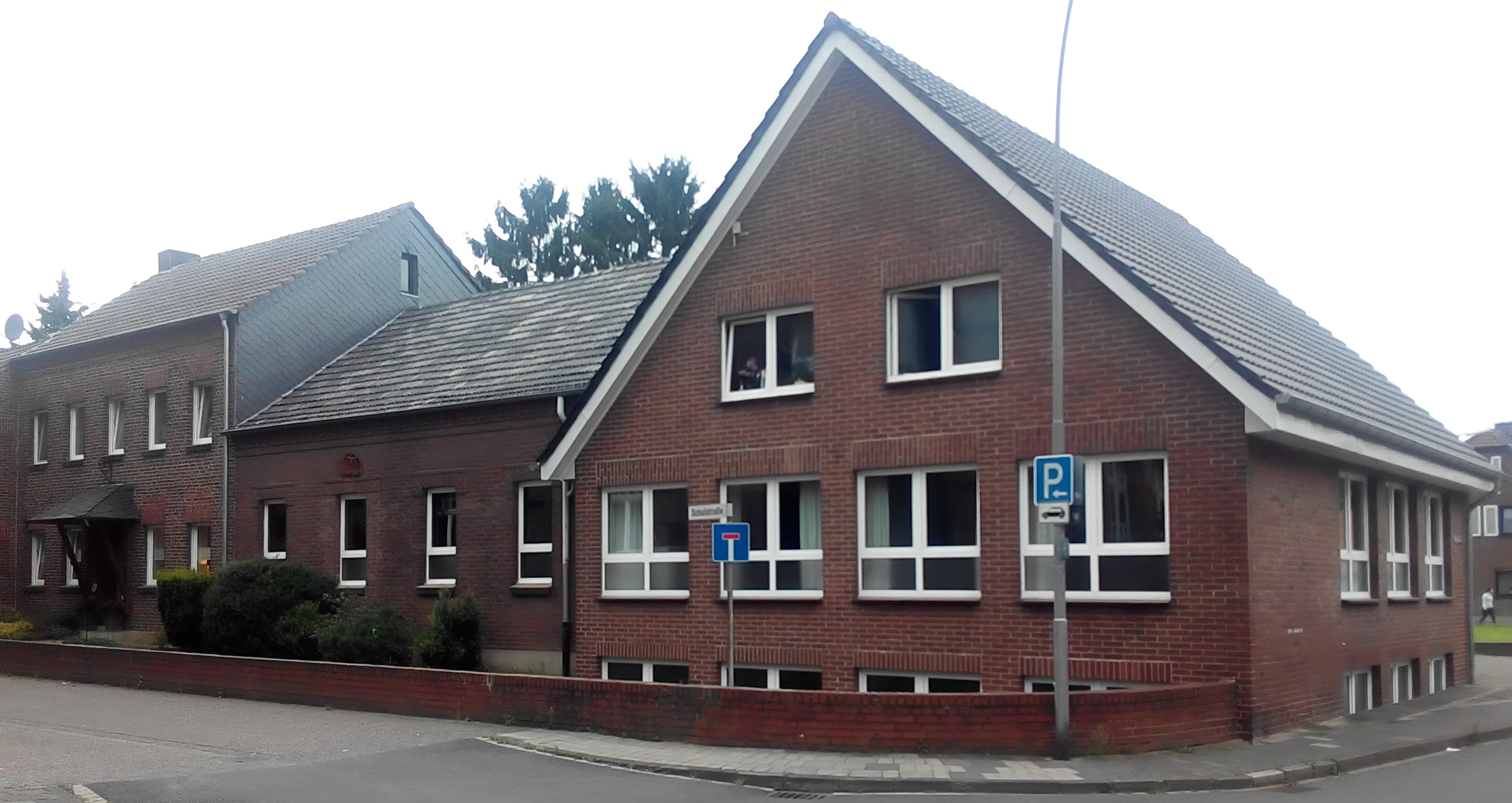
Pfarrheim St. Mariä Himmelfahrt, Ecke Schulstrasse / Altkevelaer Straße
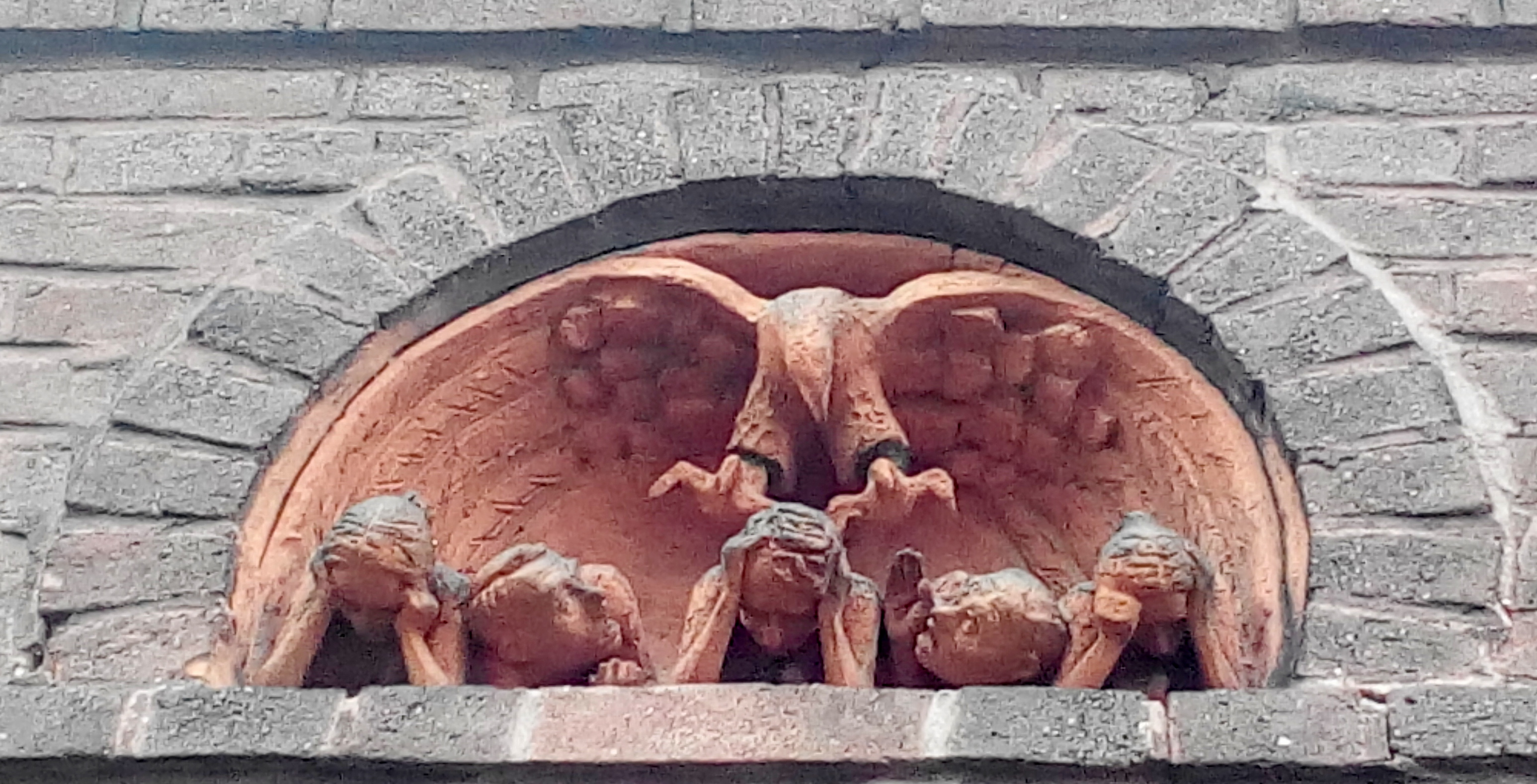
Pfarrheim St. Mariä Himmelfahrt, Mittelteil, Plastik von Anton van Eyk (Vergrößerung – Hitler-Persiflage)

→ Siehe auch Liste der Baudenkmäler in Brüggen

## Persönlichkeiten
- Hermann Jakob Dingelstad (1835–1911), Theologe und katholischer Bischof
- Hendrick Goltzius (1558–1617), Maler und Kupferstecher
- Ferdinand Jorißen (1924–1990), Heimatkundler, Rektor (1959–1989) der Volks- und später der Hauptschule Bracht
- Helmut Wolters (* 1960 in Bracht), Kernphysiker an der Universität Coimbra (Portugal)
- Daniel Laumans (* 1972), Pianist, Komponist und Notenforscher
- Otto H. Jacobs (* 1939), Wirtschaftswissenschaftler und emeritierter Professor für Steuerlehre an der Universität Mannheim
- Jörg Kupjetz (* 1975), Professor für Wirtschaftsrecht
- Professor Bernhard Nisters, katholischer Pastoraltheologieprofessor, * 20.1. 1891 in Bracht, † 25.6. 1967 in Telgte

## Verschiedenes
Die Kinderbuchverfilmung Die Vorstadtkrokodile aus dem Jahre 1977 wurde größtenteils in Bracht gedreht.